# Saison 15 de Top Chef
La quinzième saison de Top Chef, est une émission de télévision franco-belge de téléréalité culinaire, qui est diffusée chaque semaine en France, sur M6 du 13 mars 2024 au 19 juin 2024, et en Belgique, sur RTL TVI, du 18 mars 2024 au 24 juin 2024. Elle est animée par Stéphane Rotenberg.
Cette édition est remportée par Jorick Dorignac qui empoche 56 540 €, proportionnellement au pourcentage des points obtenus pour son menu lors de la finale (56,54 %). Il l'emporte au terme de dix heures de cuisine face à Clotaire Poirier qui a lui obtenu 43,46 % des points.

## Production et organisation
L'émission est présentée par Stéphane Rotenberg.
Elle est réalisée par Sébastien Zibi et produite par la société de production Studio 89 Productions.

### Casting
Le casting s'ouvre en janvier 2023.
Le 10 novembre 2023, l'identité de la première candidate de cette saison est révélée : Anicée Lacrouts remporte la finale de la neuvième saison d'Objectif Top Chef et gagne sa place dans le concours Top Chef.

### Tournage
Le tournage débute le 16 octobre 2023 au Château de Ferrières (Seine-et-Marne). Le studio est installé au studio 210 à Aubervilliers qui dispose de trois plateaux. La finale est tournée en décembre 2023 et le tirage des couteaux environ trois semaines avant sa diffusion.

### Promotion
La chaîne dévoile des informations concernant cette saison, lors d'une conférence de presse, organisée le 5 février 2024 à l'hôtel George-V à Paris. Les principales nouveautés comprennent l'évolution du jury, l'organisation du concours en deux brigades, une orange (dirigée par les trois cheffes) et une grise (avec les trois chefs) et la présence de Pierre Gagnaire en tant que juré de l'émission de seconde partie de soirée, la Brigade cachée.
L'identité des seize candidats de la saison est dévoilée le 27 février 2024.

## Participants

### Jury
Le jury de cette saison est composé des chefs Hélène Darroze, Philippe Etchebest, Paul Pairet, Glenn Viel, Dominique Crenn et Stéphanie Le Quellec.

### Candidats
Pour cette saison, seize candidats s'affrontent.
| Candidat | Candidat              | Âge    | Localisation         | Profession                                                      | Brigade                                                                                      | Statut                    |
| -------- | --------------------- | ------ | -------------------- | --------------------------------------------------------------- | -------------------------------------------------------------------------------------------- | ------------------------- |
| ♂        | Jorick Dorignac       | 29 ans | Paris                | Chef exécutif au restaurant NE/SO ()                            | Brigade orange (épisode 1 – 9) L Le Quellec (épisode 9 – 15)                                 | Vainqueur                 |
| ♂        | Clotaire Poirier      | 33 ans | Copenhague           | Sous-chef au restaurant Kadeau ()                               | Brigade grise (épisode 1 – 9) P Pairet (épisode 9 – 11) Éliminé G Gagnaire (épisode 13 – 15) | Finaliste                 |
| ♂        | Valentin Raffali      | 27 ans | Marseille            | Chef propriétaire du restaurant Livingston                      | Viel (épisode 9 – 14)                                                                        | Éliminé le 12 juin 2024   |
| ♀        | Marie Pacotte         | 27 ans | Paris                | Cheffe au restaurant Francette                                  | Brigade grise (épisode 1 – 9) P Etchebest (épisode 9 – 13)                                   | Éliminée le 5 juin 2024   |
| ♂        | Pavel Hug             | 26 ans | Marseille            | Chef en restauration événementielle et éphémère                 | Brigade orange (épisode 1 – 9) C Crenn (épisode 9 – 12)                                      | Éliminé le 29 mai 2024    |
| ♂        | Quentin Maufrais      | 24 ans | Paris                | Chef adjoint au Chiberta ()                                     | Brigade orange (épisode 1 – 9) D Darroze (épisode 9 – 10)                                    | Éliminé le 15 mai 2024    |
| ♂        | Bryan Debouche        | 29 ans | Namur                | Chef de partie au restaurant L'Air du Temps ()                  | Brigade grise (épisode 1 – 9)                                                                | Éliminé le 8 mai 2024     |
| ♂        | Arnaud Munster        | 20 ans | Meise                | Chef de partie au restaurant Wine in the City                   | Brigade orange (épisode 1 – 8)                                                               | Éliminé le 1er mai 2024   |
| ♂        | Pierre Reure          | 27 ans | Saint-Alban-les-Eaux | Chef propriétaire du restaurant Tambouille                      | Brigade grise (épisode 1 – 7)                                                                | Éliminé le 24 avril 2024  |
| ♀        | Shirley Duthilleux    | 24 ans | Paris                | Sous-cheffe au restaurant du Ritz                               | Brigade orange (épisode 1 – 6)                                                               | Éliminée le 17 avril 2024 |
| ♀        | Lise Deveix           | 31 ans | Paris                | Cheffe propriétaire du restaurant Sadarnac                      | Brigade grise (épisode 1 – 5)                                                                | Éliminée le 10 avril 2024 |
| ♀        | Anicée Lacrouts       | 19 ans | Annecy               | Commis au restaurant La Table () – Gagnante d'Objectif Top Chef | Brigade grise (épisode 1 – 4)                                                                | Éliminée le 3 avril 2024  |
| ♂        | Pol-Henri Dieu        | 25 ans | Chaumont-Gistoux     | Chef consultant pour Yves Mattagne                              | Candidat solitaire (épisode 1 – 3)                                                           | Éliminé le 27 mars 2024   |
| ♂        | Pierre-Pascal Clément | 31 ans | Zurich               | Sous-chef à Maison Manesse ()                                   | Candidat solitaire (épisode 1 – 2)                                                           | Éliminé le 20 mars 2024   |
| ♂        | Thibault Marchand     | 31 ans | Métabief             | Chef au restaurant Le Zingue                                    | Aucune (épisode 1)                                                                           | Éliminé le 13 mars 2024   |
| ♀        | Inès Trontin          | 29 ans | Paris                | Cheffe propriétaire du restaurant Pêche                         | Aucune (épisode 1)                                                                           | Éliminée le 13 mars 2024  |

Légende :
- Brigade orange, signifie que le candidat a intégré la brigade orange (Dominique Crenn, Hélène Darroze et Stéphanie Le Quellec).
- Brigade grise, signifie que le candidat a intégré la brigade grise (Philippe Etchebest, Paul Pairet et Glenn Viel).
- CCrenn, signifie que le candidat a intégré la brigade de Dominique Crenn.
- DDarroze, signifie que le candidat a intégré la brigade d'Hélène Darroze.
- EEtchebest, signifie que le candidat a intégré la brigade de Philippe Etchebest.
- GGagnaire, signifie que le candidat éliminé est qualifié dans la brigade cachée de Pierre Gagnaire.
- LLe Quellec, signifie que le candidat a intégré la brigade de Stéphanie Le Quellec.
- PPairet, signifie que le candidat a intégré la brigade de Paul Pairet.
- VViel, signifie que le candidat a intégré la brigade de Glenn Viel.
- Candidat solitaire, signifie que le candidat est dans le concours mais ne fait pas partie d'une brigade.
- Éliminé, signifie que le candidat a été éliminé, avant de réintégrer le jeu.
- Aucune, signifie que le candidat est éliminé sans intégrer de brigade.

Notes :
1. ↑  Clotaire est éliminé à l'issue du 11e épisode, puis réintègre le concours au 13e épisode (quarts de finale) après avoir remporté le concours parallèle la Brigade cachée.

## Bilan par épisode

### Parcours des candidats dansTop Chef
| ► Épisode     | 1         | 2                    | 3                    | 4                    | 5                    | 6                    | 7                    | 8                    | 9                    | 10                   | 11                   | 12                   | Quarts de finale     | Demi-finale           | Finale                |
| ▼ Candidats   | 1         | 2                    | 3                    | 4                    | 5                    | 6                    | 7                    | 8                    | 9                    | 10                   | 11                   | 12                   | 13                   | 14                    | 15                    |
| ------------- | --------- | -------------------- | -------------------- | -------------------- | -------------------- | -------------------- | -------------------- | -------------------- | -------------------- | -------------------- | -------------------- | -------------------- | -------------------- | --------------------- | --------------------- |
| L Jorick      | Q         | Q2                   |                      | Q1                   | Q1                   | Q1                   | EE                   | EE                   | Q1                   | Q1                   | Q1                   | EE                   | Q                    | Q                     | Vainqueur             |
| G Clotaire    | Q         |                      | Q1                   | EE                   | EE                   | Q1                   | EE                   | Q                    | EE                   | EE                   | D                    | [ n° 9 ]             | Q                    | Q                     | Finaliste             |
| V Valentin    | Q         | EE                   |                      | Q1                   | Q1                   | Q1                   | Q1                   | Q                    | EE                   | EE                   | EE                   | Q1                   | Q                    | D                     | Éliminé (Semaine 14)  |
| E Marie       | Q         |                      | Q1                   | Q1                   | Q1                   | EE                   | EE                   | Q                    | Q1                   | EE                   | Q2                   | Q1                   | D                    | Éliminée (Semaine 13) | Éliminée (Semaine 13) |
| C Pavel       | Q         |                      | S                    | Q1                   | Q1                   | Q1                   | Q1                   | Q                    | EE                   | Q1                   | Q2                   | D                    | Éliminé (Semaine 12) | Éliminé (Semaine 12)  | Éliminé (Semaine 12)  |
| D Quentin     | Q         |                      | S                    | EE                   | Q1                   | Q1                   | Q1                   | Q                    | EE                   | D                    | Éliminé (Semaine 10) | Éliminé (Semaine 10) | Éliminé (Semaine 10) | Éliminé (Semaine 10)  | Éliminé (Semaine 10)  |
| Bryan         | Q         | Q1                   |                      | Q1                   | Q1                   | Q1                   | EE                   | Q                    | D                    | Éliminé (Semaine 9)  | Éliminé (Semaine 9)  | Éliminé (Semaine 9)  | Éliminé (Semaine 9)  | Éliminé (Semaine 9)   | Éliminé (Semaine 9)   |
| Arnaud        | Q         |                      | EE                   | EE                   | Q1                   | Q1                   | EE                   | D                    | Éliminé (Semaine 8)  | Éliminé (Semaine 8)  | Éliminé (Semaine 8)  | Éliminé (Semaine 8)  | Éliminé (Semaine 8)  | Éliminé (Semaine 8)   | Éliminé (Semaine 8)   |
| Pierre        | Q         | Q1                   |                      | Q1                   | Q2                   | Q1                   | D                    | Éliminé (Semaine 7)  | Éliminé (Semaine 7)  | Éliminé (Semaine 7)  | Éliminé (Semaine 7)  | Éliminé (Semaine 7)  | Éliminé (Semaine 7)  | Éliminé (Semaine 7)   | Éliminé (Semaine 7)   |
| Shirley       | Q         | Q1                   |                      | Q1                   | Q1                   | D                    | Éliminée (Semaine 6) | Éliminée (Semaine 6) | Éliminée (Semaine 6) | Éliminée (Semaine 6) | Éliminée (Semaine 6) | Éliminée (Semaine 6) | Éliminée (Semaine 6) | Éliminée (Semaine 6)  | Éliminée (Semaine 6)  |
| Lise          | Q         |                      | Q1                   | Q1                   | D                    | Éliminée (Semaine 5) | Éliminée (Semaine 5) | Éliminée (Semaine 5) | Éliminée (Semaine 5) | Éliminée (Semaine 5) | Éliminée (Semaine 5) | Éliminée (Semaine 5) | Éliminée (Semaine 5) | Éliminée (Semaine 5)  | Éliminée (Semaine 5)  |
| Anicée        | [ n° 15 ] | Q1                   |                      | D                    | Éliminée (Semaine 4) | Éliminée (Semaine 4) | Éliminée (Semaine 4) | Éliminée (Semaine 4) | Éliminée (Semaine 4) | Éliminée (Semaine 4) | Éliminée (Semaine 4) | Éliminée (Semaine 4) | Éliminée (Semaine 4) | Éliminée (Semaine 4)  | Éliminée (Semaine 4)  |
| Pol-Henri     | EE        |                      | D                    | Éliminé (Semaine 3)  | Éliminé (Semaine 3)  | Éliminé (Semaine 3)  | Éliminé (Semaine 3)  | Éliminé (Semaine 3)  | Éliminé (Semaine 3)  | Éliminé (Semaine 3)  | Éliminé (Semaine 3)  | Éliminé (Semaine 3)  | Éliminé (Semaine 3)  | Éliminé (Semaine 3)   | Éliminé (Semaine 3)   |
| Pierre-Pascal | EE        | D                    | Éliminé (Semaine 2)  | Éliminé (Semaine 2)  | Éliminé (Semaine 2)  | Éliminé (Semaine 2)  | Éliminé (Semaine 2)  | Éliminé (Semaine 2)  | Éliminé (Semaine 2)  | Éliminé (Semaine 2)  | Éliminé (Semaine 2)  | Éliminé (Semaine 2)  | Éliminé (Semaine 2)  | Éliminé (Semaine 2)   | Éliminé (Semaine 2)   |
| Thibault      | D         | Éliminé (Semaine 1)  | Éliminé (Semaine 1)  | Éliminé (Semaine 1)  | Éliminé (Semaine 1)  | Éliminé (Semaine 1)  | Éliminé (Semaine 1)  | Éliminé (Semaine 1)  | Éliminé (Semaine 1)  | Éliminé (Semaine 1)  | Éliminé (Semaine 1)  | Éliminé (Semaine 1)  | Éliminé (Semaine 1)  | Éliminé (Semaine 1)   | Éliminé (Semaine 1)   |
| Inès          | D         | Éliminée (Semaine 1) | Éliminée (Semaine 1) | Éliminée (Semaine 1) | Éliminée (Semaine 1) | Éliminée (Semaine 1) | Éliminée (Semaine 1) | Éliminée (Semaine 1) | Éliminée (Semaine 1) | Éliminée (Semaine 1) | Éliminée (Semaine 1) | Éliminée (Semaine 1) | Éliminée (Semaine 1) | Éliminée (Semaine 1)  | Éliminée (Semaine 1)  |

Légende :
- Vainqueur signifie que le candidat remporte la finale, donc la quinzième saison de Top Chef.
- Q« Q » (pour Qualifié) signifie que le candidat s'est qualifié pour la semaine suivante, à n'importe quel moment de l'épisode.
- Q1« Q1 » signifie que le candidat s'est qualifié pour la semaine suivante, à l'issue de la première épreuve.
- Q2« Q2 » signifie que le candidat a été qualifié pour la semaine suivante par les chefs invités, à l'issue de la deuxième épreuve (dite généralement « épreuve éliminatoire », sauf dans certains épisodes).
- S« S » (pour Sauvé) signifie que le candidat ne s'est pas qualifié à l'issue de la première épreuve, mais a été repêché par ses chefs de brigade avant l'« épreuve éliminatoire ».
- EE« EE » (pour Épreuve éliminatoire) signifie que le candidat a été mis en ballotage lors de l'« épreuve éliminatoire », mais a été sauvé.
- D« D » (pour Défaite) signifie que le candidat est éliminé à l'issue de l'épisode.

Notes :
1. 1 2 3 4  Jorick, Pavel, Quentin et Valentin faisaient partie de la brigade orange jusqu'au 9e épisode inclus.
2. ↑  Clotaire faisait partie de la brigade grise jusqu'au 9e épisode inclus, puis de la brigade de Paul Pairet jusqu'au 11e épisode inclus.
3. ↑  Marie faisait partie de la brigade grise jusqu'au 9e épisode inclus.

1. ↑  Le premier épisode ayant pour vocation la composition des brigades, les candidats désignés comme vainqueur de l'épreuve sont en fait ceux qui ont intégré une brigade.
2. ↑  Seule la moitié des candidats en lice participe à cet épisode.
3. ↑  Seule la moitié des candidats en lice n'ayant pas participé à l'épisode précédent participe à cet épisode.
4. ↑  Lors de cet épisode, les candidats sont divisés en deux groupes participant chacun à une épreuve différente.
5. ↑  Cette année, les quarts de finale de Top Chef se déroulent sur deux épreuves, et un classement des candidats est établi sur chacune d'elles. Si le même candidat se classe en dernière position sur les deux épreuves alors celui-ci est éliminé, mais si deux candidats différents se classent en dernière position alors ils sont départagés sur un duel éliminatoire.
6. ↑  La demi-finale se déroule sur le même principe que les saisons précédentes. C'est-à-dire que chaque candidat impose une épreuve à ses adversaires. Après dégustation à l'aveugle, un classement est établi. Si le candidat qui a proposé l'épreuve est imbattable, il ne marque pas de point, mais empêche les autres d'en marquer. Si certains candidats le battent, ils marquent un point. Les deux candidats qui cumulent le plus de points à l'issue des trois épreuves se qualifient pour la finale.
7. ↑  Jorick se classe en première position lors des deux épreuves des quarts de finale. Il se qualifie donc pour la demi-finale.
8. ↑  À l'issue de cette demi-finale, Jorick cumule deux points, remportés lors de la première et troisième épreuve. Il se qualifie donc pour la finale.
9. ↑  Clotaire est éliminé à l'issue du 11e épisode, puis réintègre le concours au 13e épisode (quarts de finale) après avoir remporté le concours parallèle la Brigade cachée.
10. ↑  Clotaire se classe en troisième position lors de la première épreuve des quarts de finale, puis en deuxième position lors de la seconde épreuve. Il se qualifie donc pour la demi-finale.
11. ↑  À l'issue de cette demi-finale, Clotaire cumule deux points, remportés lors de la deuxième et troisième épreuve. Il se qualifie donc pour la finale.
12. ↑  Valentin se classe en deuxième position lors de la première épreuve des quarts de finale, puis en troisième position lors de la seconde épreuve. Il se qualifie donc pour la demi-finale.
13. ↑  À l'issue de cette demi-finale, Valentin cumule un seul point, remporté lors de la deuxième épreuve. Il ne se qualifie donc pas pour la finale et est éliminé.
14. ↑  Marie se classe en dernière position lors des deux épreuves des quarts de finale. Elle ne se qualifie donc pas pour la demi-finale et est éliminée.
15. ↑  Anicée ayant gagné Objectif Top Chef, elle intègre directement la brigade de Philippe Etchebest, sans passer par la phase de "sélections" du premier épisode. Elle rejoint donc sa brigade dès le deuxième épisode.

### Parcours des candidats dansTop Chef: la Brigade cachée
| ► Épisode     | 1 | 2        | 3        | 4        | 5        | 6        | 7        | 8        | 9        | 10       | 11        |
| ▼ Candidats   | 1 | 2        | 3        | 4        | 5        | 6        | 7        | 8        | 9        | 10       | 11        |
| ------------- | - | -------- | -------- | -------- | -------- | -------- | -------- | -------- | -------- | -------- | --------- |
| Clotaire      |   |          |          |          |          |          |          |          |          | Q        | Vainqueur |
| Pavel         |   |          |          |          |          |          |          |          |          |          | D         |
| Quentin       |   |          |          |          |          |          |          |          | Q        | Q        | D         |
| Bryan         |   |          |          |          |          |          |          | Q        | Q        | D        | Éliminé   |
| Shirley       |   |          |          |          | Q        | Q        | Q        | Q        | D        | Éliminée | Éliminée  |
| Arnaud        |   |          |          |          |          |          | Q        | D        | Éliminé  | Éliminé  | Éliminé   |
| Lise          |   |          |          | Q        | Q        | Q        | D        | Éliminée | Éliminée | Éliminée | Éliminée  |
| Pierre        |   |          |          |          |          | D        | Éliminé  | Éliminé  | Éliminé  | Éliminé  | Éliminé   |
| Thibault      | Q | Q        | Q        | Q        | D        | Éliminé  | Éliminé  | Éliminé  | Éliminé  | Éliminé  | Éliminé   |
| Pierre-Pascal | Q | Q        | Q        | D        | Éliminé  | Éliminé  | Éliminé  | Éliminé  | Éliminé  | Éliminé  | Éliminé   |
| Anicée        |   |          | D        | Éliminée | Éliminée | Éliminée | Éliminée | Éliminée | Éliminée | Éliminée | Éliminée  |
| Pol-Henri     |   | D        | Éliminé  | Éliminé  | Éliminé  | Éliminé  | Éliminé  | Éliminé  | Éliminé  | Éliminé  | Éliminé   |
| Inès          | D | Éliminée | Éliminée | Éliminée | Éliminée | Éliminée | Éliminée | Éliminée | Éliminée | Éliminée | Éliminée  |

Légende :
- Vainqueur signifie que le candidat remporte le concours la Brigade cachée et réintègre le concours Top Chef en quarts de finale.
- Q« Q » (pour Qualifié) signifie que le candidat s'est qualifié pour la semaine suivante.
- D« D » (pour Défaite) signifie que le candidat est définitivement éliminé à l'issue de l'épisode.

Notes :
1. ↑  Le premier épisode de la Brigade cachée est diffusé à la suite du deuxième épisode de Top Chef.

## Résumés détaillés

### 1erépisode
Cet épisode est diffusé pour la première fois le 13 mars 2024.
Le premier épisode de la quinzième saison sert de cadre à la formation des deux brigades du concours : la brigade grise, coachée par les chefs Philippe Etchebest, Paul Pairet et Glenn Viel ; la brigade orange, épaulée par les cheffes Hélène Darroze, Dominique Crenn et Stéphanie Le Quellec. La candidate Anicée Lacrouts, sélectionnée lors du concours Objectif Top Chef, a déjà sa place assurée dans la brigade grise.
Lors d'une première épreuve ayant pour thème l'œuf, Hélène Darroze retient Jorick et Shirley pour la brigade orange, tandis que Glenn Viel prend Pierre et Lise pour les gris, envoyant Pierre-Pascal en épreuve éliminatoire. Lors d'une seconde épreuve portant sur la poire, Dominique Crenn retient Valentin et Pavel alors que Glenn Viel sélectionne Clotaire et Marie, laissant Pol-Henri jouer la suite de son concours en épreuve éliminatoire. Lors de la dernière épreuve ayant pour thème la carotte, Stéphanie Le Quellec choisit Quentin et Arnaud. Philippe Etchebest donne la dernière place de la brigade grise à Bryan. Les deux candidats restants, Inès et Thibault, gardent encore une chance d'intégrer le concours.
Les quatre candidats non retenus dans les brigades se départagent au cours d'une épreuve éliminatoire d'une heure ayant pour thème le rouget. Les quatre plats sont dégustés à l'aveugle par les six chefs réunis. Un coup de cœur du jury pour son plat permet à Pol-Henri de se qualifier mais sans rejoindre de brigade. La soupe de rouget de Pierre-Pascal lui permet également de se qualifier comme candidat « solitaire ». Thibault et Inès sont éliminés du concours,,,,,.

### 2eépisode
Cet épisode est diffusé pour la première fois le 20 mars 2024.
Les brigades oranges et grises ont été divisées par deux et seule une moitié des candidats retenus lors de la première semaine participe à cet épisode.
Pierre, Anicée et Bryan de la brigade grise et Shirley de la brigade orange se qualifient lors de l'épreuve du « trompe-palais ».
Les deux candidats non qualifiés, Valentin et Jorick ainsi que le candidat sans brigade Pierre-Pascal s'affrontent en épreuve éliminatoire. Après une première dégustation, Jorick est qualifié par Anne-Sophie Pic.
Un jury composé de Stéphanie Le Quellec et Dominique Crenn déguste à l'aveugle le plat de Valentin et celui de Pierre-Pascal. Valentin est sauvé à la suite de cette dégustation et reste dans la brigade orange. Pierre-Pascal est éliminé du concours sans avoir rejoint de brigade.
À la suite de son élimination, Pierre-Pascal rejoint les deux candidats éliminés la semaine précédente, Inès et Thibault, dans le programme de seconde partie de soirée, Top Chef : la Brigade cachée. À l'issue de l'épreuve, Inès est éliminée définitivement du concours tandis que Pierre-Pascal et Thibault conservent une chance de réintégrer à terme la compétition principale Top Chef,,,.

### 3eépisode
Cet épisode est diffusé pour la première fois le 27 mars 2024.
Les candidats n'ayant pas participé au deuxième épisode se retrouvent dans ce troisième épisode : Pavel, Quentin et Arnaud (brigade orange) affrontent Lise, Marie et Clotaire (brigade grise) sur le thème des plats de bouillon où ils se mesurent également aux chefs doublement étoilés Christophe Aribert, Yoann Conte et Bruno Oger.
Clotaire et Arnaud s'affrontent sur le thème de l'avocat crevettes tout en essayant de surclasser la proposition de Yoann Conte. Lise, Quentin et le chef Christophe Aribert proposent leur version du poireau vinaigrette. Marie, Pavel et Bruno Oger revisitent la soupe à l'oignon. C'est le chef triplement étoilé Éric Frechon qui déguste les propositions à l'aveugle et classe les propositions pour chaque thème. Le candidat le mieux placé pour chaque plat rapporte un point à sa brigade et emporte un point supplémentaire s'il parvient à surclasser le chef étoilé. Clotaire apporte un point aux gris sur l'avocat crevettes, auquel s'ajoute un point apporté par Marie sur la soupe à l'oignon. Sur le poireau vinaigrette, Quentin a surclassé Christophe Aribert et rapporte deux points à la brigade orange. Les deux brigades étant ex æquo, c'est Éric Frechon qui départage les équipes sur l'ensemble de leurs propositions. Il donne la victoire à la brigade grise qui se qualifie au complet.
La brigade orange se retrouve en épreuve éliminatoire où un des trois candidats doit affronter Pol-Henri, candidat sans brigade. Hélène Darroze, Stéphanie Le Quellec et Dominique Crenn décident de sauver Pavel et Quentin et d'envoyer Arnaud, qui à plus à prouver après la première épreuve. Les deux candidats belges, Arnaud et Pol-Henri, ont une heure pour livrer leur version de la crème brûlée.
Après dégustation à l'aveugle par les trois cheffes de la brigade orange, la crème brûlée classique accompagnée de spaghettis de courge réalisée par Arnaud est jugée plus réussie que la lasagne de crème brûlée de Pol-Henri. Pol-Henri est éliminé du concours sans avoir rejoint de brigade.
À la suite de son élimination, Pol-Henri rejoint le concours de repêchage, Top Chef : la Brigade cachée, diffusé en seconde partie de soirée. Il y affronte Pierre-Pascal et Thibault, qualifiés la semaine précédente, sur le thème du Wellington, donné par Pierre Gagnaire. À l'issue des dégustations faites par le chef Gagnaire et François-Régis Gaudry, Pol-Henri est définitivement éliminé du concours,.

### 4eépisode
Cet épisode est diffusé pour la première fois le 3 avril 2024.
Anicée, de la brigade grise, est éliminée à l'issue de cet épisode.
Elle rejoint ensuite le programme de seconde partie de soirée, Top Chef : la Brigade cachée, où elle affronte les candidats Pierre-Pascal et Thibault, qualifiés lors des épisodes précédents. À l'issue de l'épreuve, Anicée est définitivement éliminée, alors que Pierre-Pascal et Thibault restent en lice pour la suite du programme,,.

### 5eépisode
Cet épisode est diffusé pour la première fois le 10 avril 2024.
Lise, de la brigade grise, est éliminée à la fin de cet épisode.
Elle participe ensuite au programme de repêchage des candidats éliminés, Top Chef : la Brigade cachée, où elle affronte les candidats Pierre-Pascal et Thibault, qualifiés lors des épisodes précédents. L'épreuve, qui porte sur l'œuf aspic, se solde par l'élimination de Pierre-Pascal,,.

### 6eépisode
Cet épisode est diffusé pour la première fois le 17 avril 2024.
Il est consacré à la boîte noire, cette fois-ci autour d'un plat créé par le double Meilleur Ouvrier de France Guy Krenzer. Auparavant, deux candidats étaient désignés à l'élimination par deux épreuves techniques imposées par Gilles Goujon : l'omelette soufflée pour la brigade grise et la meringue suisse pour la brigade orange. Marie et Shirley sont ainsi désignées.
Shirley, de la brigade orange, est éliminée à l'issue de cet épisode.
Elle participe ensuite au concours parallèle de repêchage des candidats éliminés, Top Chef : la Brigade cachée, où elle affronte Lise et Thibault, qualifiés lors des épisodes précédents. L'épreuve porte sur le cordon bleu et se solde par l'élimination de Thibault,.

### 7eépisode
Cet épisode est diffusé pour la première fois le 24 avril 2024.
Il est consacré à l'épreuve classique de la guerre des restos, qui a lieu à Cachan (Val-de-Marne). Pavel, Quentin et Valentin se qualifient après la victoire de leur restaurant Iode et Levain. Les six autres candidats doivent se départager au cours d'une épreuve éliminatoire qui se solde par l'élimination de Pierre.
À la suite de son élimination, Pierre rejoint le programme de seconde partie de soirée, Top Chef : la Brigade cachée, où il affronte, sur le thème du chou, Lise et Shirley, qualifiées lors des épisodes précédents. À l'issue de l'épreuve, Pierre est définitivement éliminé du concours,.

### 8eépisode
Cet épisode est diffusé pour la première fois le 1er mai 2024.
Arnaud, de la brigade orange, est éliminé à la fin de cet épisode.
Il participe ensuite au programme de repêchage des candidats éliminés, Top Chef : la Brigade cachée, où il affronte les candidates Lise et Shirley, qualifiées lors de l'épisode précédent. L'épreuve, qui porte sur la paupiette, se solde par l'élimination de Lise,.

### 9eépisode
Cet épisode est diffusé pour la première fois le 8 mai 2024.
Les brigades sont dissoutes dans cet épisode : les sept candidats restants rendent leurs manchettes au début de l'épisode et s'affrontent pour tenter de former, pour le restant du concours, un binôme avec un des six chefs du jury de Top Chef.
Une première épreuve a lieu sous la houlette du chef doublement étoilé Guy Savoy. Les candidats doivent réaliser un plat avec une « enveloppe moderne » en cuisant un ingrédient du plat à l'intérieur d'un second ingrédient. Les sept plats sont dégustés à l'aveugle par les six chefs du concours. L'assiette réalisée par Marie est classée en première position ; elle peut alors choisir avec quel chef elle veut poursuivre le concours et opte pour Philippe Etchebest. L'assiette classée en seconde position est celle de Jorick. Il décide de rejoindre la brigade de Stéphanie Le Quellec. Les cinq autres candidats sont envoyés en épreuve éliminatoire.
L'épreuve éliminatoire a lieu avec le chef triplement étoilé Yannick Alléno et s'intitule « le meilleur du meilleur » : les candidats doivent réaliser une assiette basée sur le meilleur élément d'un plat classique. Valentin et Bryan proposent le meilleur de la paëlla, chacun proposant une version différente du soccarat (la couche de riz qui devient croustillante au fond de la poêle). Clotaire travaille l'idée du fond d'un bol de céréales. Quentin réalise un croûton et beurre à l'escargot. Pavel réinterprète les chutes d'un kebab.
Les plats sont dégustés à l'aveugle par les quatre chefs n'ayant pas encore formé de brigades. Ils émettent par ailleurs des vœux sur les candidats avec qui ils aimeraient poursuivre le concours. Trois plats sont « coups de cœur » du jury lors des dégustations : le plat de Quentin est classé en première position. Stéphane Rotenberg révèle que c'est le candidat choisi par Hélène Darroze et Quentin rejoint donc sa brigade. Arrivé second, Valentin est le candidat préféré de Glenn Viel et de Dominique Crenn : il choisit de s'associer à Glenn Viel. Le dernier « coup de cœur » est pour Clotaire, qui a la préférence de Paul Pairet. Le quatrième et dernier candidat qualifié est Pavel, qui s'associe donc à Dominique Crenn. Bryan est ainsi éliminé à l'issue de cette semaine.
À la suite de son élimination, Bryan rejoint le programme de seconde partie de soirée, Top Chef : la Brigade cachée, où il affronte Arnaud et Shirley, qualifiés lors de l'épisode précédent. À l'issue de l'épreuve consacrée à la crêpe soufflée, Arnaud est définitivement éliminé du concours,.

### 10eépisode
Cet épisode est diffusé pour la première fois le 15 mai 2024.
Il voit la célébration du quinzième anniversaire du concours Top Chef. Pour l'occasion, 50 anciens participants du concours sont invités au château de Ferrières, où les six candidats encore en lice doivent réaliser un cocktail, une bouchée entrée, une bouchée plat et une bouchée dessert, qui sont chacune jugées par quinze des anciens candidats présents.
Après chaque dégustation, un candidat est éliminé de l'épreuve et est envoyé en épreuve éliminatoire. Marie est éliminée après le cocktail, puis Quentin après la bouchée entrée, Clotaire après la bouchée plat, et Valentin après la bouchée dessert. Les premiers qualifiés sont donc Jorick et Pavel.
L'épreuve éliminatoire impose aux quatre participants de réaliser un plat sans cuisson. Elle est jugée par François-Régis Gaudry, qui salue les propositions de Valentin et Marie, et décide d'éliminer le plat de Quentin.
À la suite de son élimination, Quentin rejoint le programme de repêchage des candidats éliminés, Top Chef : la Brigade cachée, où il affronte Bryan et Shirley, qualifiés lors des épisodes précédents. L'épreuve se solde par l'élimination de Shirley,.

### 11eépisode
Cet épisode est diffusé pour la première fois le 22 mai 2024.
La première épreuve est proposée par le chef Daniel Humm autour de la création d'un sandwich végan. Jorick remporte l'épreuve avec un tacos végétal.
La deuxième épreuve est proposée par César et Léo Troisgros, qui demandent de réaliser un plat et un dessert autour des deux mêmes ingrédients. Deux binômes se forment : Clotaire et Valentin choisissent le topinambour et la noisette, Marie et Pavel tentent l'association céleri-piment. Les chefs Troisgros retiennent Marie et Pavel. Clotaire et Valentin sont départagés sur une bouchée autour de leurs ingrédients par Hélène Darroze et Éric Frechon, et leur choix se porte sur la bouchée de Valentin, éliminant Clotaire.
À la suite de son élimination, Clotaire rejoint le programme de seconde partie de soirée, Top Chef : la Brigade cachée, où il affronte Bryan et Quentin, qualifiés lors des épisodes précédents, sur le thème de la pavlova. À l'issue de l'épreuve, Bryan est définitivement éliminé du concours,.

### 12eépisode
Cet épisode est diffusé pour la première fois le 29 mai 2024.
L'épreuve du jour est proposée par Jean Imbert, vainqueur de la saison 3 de Top Chef et chef des cuisines du train Venise-Simplon-Orient-Express. Il impose aux quatre candidats de cuisiner une entrée, un plat et un dessert dans les cuisines du train en marche, et un candidat sera qualifié après chaque assiette. Pour l'entrée, autour de la salade de homard, Jean Imbert choisit Valentin, puis Marie après le plat autour du bœuf Wellington. Le dessert, autour de la madeleine, est jugé par Hélène Darroze et Paul Pairet, qui ont un coup de cœur pour la proposition de Jorick, éliminant Pavel,.

### 13eépisode
Cet épisode est diffusé pour la première fois le 5 juin 2024.
L'épisode commence par l'arrivée du candidat de la Brigade cachée menée par Pierre Gagnaire et le retour de Clotaire dans la compétition.
La première épreuve est proposée par le chef pâtissier Nicolas Guercio, qui demande aux candidats de préparer un dessert en trompe-l'œil, autour de l'enfance. Les préparations sont d'abord jugées par trois personnes âgées sur le visuel, qui donnent deux points à Jorick et un point à Clotaire. Le chef Guercio, à la dégustation, donne trois points à Valentin, deux points à Jorick et un point à Marie ; à égalité, Clotaire et Marie sont départagés par les personnes âgées invitées qui donnent un point supplémentaire à Clotaire.
La deuxième épreuve est proposée par le chef espagnol David Muñoz, qui demande aux candidats de casser les codes de la dégustation et du dressage de leurs assiettes. Au terme de la dégustation, il place Marie en dernière position, qui est par conséquent éliminée,.

### 14eépisode
Cet épisode est diffusé pour la première fois le 12 juin 2024.
L'épisode présente la demi-finale entre Clotaire, Jorick et Valentin. Chacun à leur tour, ils imposent une épreuve aux autres candidats, et tout opposant qui fait mieux gagne un point.
La première épreuve est donnée par Clotaire, qui demande à réaliser un opéra classique avec un décor en chocolat en 2 h 00 min. Jorick bat Clotaire et gagne un point.
La deuxième épreuve est proposée par Jorick, qui laisse 1 h 30 min pour réaliser un plat « monotexture » (craquant, mou ou aérien) et contenant du jus de betterave fermenté. Clotaire et Valentin battent Jorick et remportent chacun un point.
La troisième et dernière épreuve est imposée par Valentin, qui s'inspire des créations d'Alain Passard pour demander une chimère (deux viandes bridées et cuites ensemble) avec deux sauces en 1 h 30 min. Clotaire et Jorick battent tous les deux Valentin et remportent chacun un point.
Clotaire et Jorick se qualifient donc pour la finale avec deux points gagnés, tandis que Valentin, avec un point, est éliminé,.

### 15eépisode
Cet épisode est diffusé pour la première fois le 19 juin 2024.
L'épisode présente la finale entre Clotaire et Jorick. Les deux candidats doivent préparer en 10 heures et servir un menu complet (entrée, plat, dessert) aux cinq chefs sans candidat (Hélène Darroze, Dominique Crenn, Paul Pairet, Glenn Viel et Philippe Etchebest) et cent bénévoles de la Croix-Rouge invités au Four Seasons George V.
Les deux candidats forment leurs brigades avec les anciens candidats éliminés.
Au terme de la dégustation, chaque convive a dix points à répartir entre les deux menus. Les cinq chefs dégustants donnent 34 points à Clotaire et 16 à Jorick.
Quelques semaines plus tard, le résultat final est dévoilé : avec 56,54% des points, Jorick remporte le concours.

## Audiences et diffusion
L'émission est diffusée en France chaque mercredi à 21 h 10 sur M6 à partir du 13 mars 2024 et chaque lundi à 20 h 30 sur RTL-TVI à partir du 18 mars 2024.
| Épisode            | Jour et horaire de diffusion           | Nombre de téléspectateurs | Part de marché | Part de marché | Classement des audiences | Réf.   |
| Épisode            | Jour et horaire de diffusion           | Nombre de téléspectateurs | (4ans et plus) | (FRDA-50)      | Classement des audiences | Réf.   |
| ------------------ | -------------------------------------- | ------------------------- | -------------- | -------------- | ------------------------ | ------ |
| 1,                 | Mercredi 13 mars 2024 (21:14 - 22:21)  | 2 520 000                 | 12,8 %         | 29,2 %         | 2e                       | [ 50 ] |
| 1,                 | Mercredi 13 mars 2024 (22:29 - 23:37)  | 1 820 000                 | 13,9 %         | 28,9 %         | 3e                       | [ 50 ] |
| 1,                 | Mercredi 13 mars 2024 (23:37 - 00:12)  | 1 200 000                 | 18 %           | NC             | NC                       | [ 51 ] |
| 2                  | Mercredi 20 mars 2024 (21:13 - 22:05)  | 2 410 000                 | 12,3 %         | 23,5 %         | 2e                       | [ 52 ] |
| 2                  | Mercredi 20 mars 2024 (22:12 - 23:18)  | 1 950 000                 | 13,6 %         | 24,8 %         | 2e                       | [ 52 ] |
| 3                  | Mercredi 27 mars 2024 (21:10 - 22:20)  | 2 100 000                 | 10,7 %         | 25,7 %         | 2e                       | [ 53 ] |
| 3                  | Mercredi 27 mars 2024 (22:28 - 23:28)  | 1 750 000                 | 13 %           | 27,4 %         | 2e                       | [ 53 ] |
| 4                  | Mercredi 3 avril 2024 (21:14 - 22:05)  | 2 270 000                 | 11 %           | 24 %           | 3e                       | [ 54 ] |
| 4                  | Mercredi 3 avril 2024 (22:13 - 23:32)  | 1 790 000                 | 11,8 %         | 23,9 %         | 3e                       | [ 54 ] |
| 5                  | Mercredi 10 avril 2024 (21:14 - 22:07) | 2 080 000                 | 9,8 %          | 19,3 %         | 4e                       | [ 55 ] |
| 5                  | Mercredi 10 avril 2024 (22:14 - 23:27) | 1 680 000                 | 11,2 %         | 19,4 %         | 4e                       | [ 55 ] |
| 6                  | Mercredi 17 avril 2024 (21:14 - 21:59) | 2 090 000                 | 10,3 %         | 20,4 %         | 2e                       | [ 56 ] |
| 6                  | Mercredi 17 avril 2024 (22:07 - 23:29) | 1 630 000                 | 10,4 %         | 18,6 %         | 3e                       | [ 56 ] |
| 7                  | Mercredi 24 avril 2024 (21:14 - 22:02) | 1 820 000                 | 9,1 %          | 20 %           | 4e                       | [ 57 ] |
| 7                  | Mercredi 24 avril 2024 (22:09 - 23:43) | 1 650 000                 | 11,5 %         | 21,6 %         | 3e                       | [ 57 ] |
| 8                  | Mercredi 1er mai 2024 (21:14 - 22:02)  | 1 920 000                 | 8,8 %          | 16,5 %         | 4e                       | [ 58 ] |
| 8                  | Mercredi 1er mai 2024 (22:09 - 23:28)  | 1 560 000                 | 9,5 %          | 16,4 %         | 4e                       | [ 58 ] |
| 9                  | Mercredi 8 mai 2024 (21:14 - 22:11)    | 1 830 000                 | 9,4 %          | 16,5 %         | 3e                       | [ 59 ] |
| 9                  | Mercredi 8 mai 2024 (22:18 - 23:32)    | 1 470 000                 | 9,4 %          | 16,1 %         | 3e                       | [ 59 ] |
| 10                 | Mercredi 15 mai 2024 (21:14 - 22:17)   | 1 970 000                 | 10,2 %         | 20,7 %         | 3e                       | [ 60 ] |
| 10                 | Mercredi 15 mai 2024 (22:25 - 23:47)   | 1 540 000                 | 12,7 %         | 23,6 %         | 3e                       | [ 60 ] |
| 11                 | Mercredi 22 mai 2024 (21:14 - 22:03)   | 2 130 000                 | 10,7 %         | 22,8 %         | 3e                       | [ 61 ] |
| 11                 | Mercredi 22 mai 2024 (22:10 - 23:22)   | 1 820 000                 | 12 %           | 25,4 %         | 4e                       | [ 61 ] |
| 12                 | Mercredi 29 mai 2024 (21:14 - 22:10)   | 2 190 000                 | 11,3 %         | 21,6 %         | 3e                       | [ 62 ] |
| 12                 | Mercredi 29 mai 2024 (22:18 - 23:23)   | 1 840 000                 | 12,4 %         | 20,4 %         | 3e                       | [ 62 ] |
| 13                 | Mercredi 5 juin 2024 (21:14 - 22:06)   | 1 920 000                 | 9,5 %          | 20,6 %         | 4e                       | [ 63 ] |
| 13                 | Mercredi 5 juin 2024 (22:14 - 23:36)   | 1 700 000                 | 11,5 %         | 21,9 %         | 4e                       | [ 63 ] |
| 14                 | Mercredi 12 juin 2024 (21:15 - 22:03)  | 1 920 000                 | 9,4 %          | 19,8 %         | 3e                       | [ 64 ] |
| 14                 | Mercredi 12 juin 2024 (22:11 - 23:36)  | 1 630 000                 | 11,1 %         | 24 %           | 4e                       | [ 64 ] |
| 15 (Finale)        | Mercredi 19 juin 2024 (21:14 - 22:11)  | 2 140 000                 | 10,9 %         | 22,5 %         | 3e                       | [ 65 ] |
| 15 (Finale)        | Mercredi 19 juin 2024 (22:18 - 23:32)  | 1 940 000                 | 13,1 %         | 22,7 %         | 3e                       | [ 65 ] |
|                    |                                        |                           |                |                |                          |        |
| Bilan de la saison | P1                                     | 2 090 000                 | 10,4 %         | 21,7 %         | -                        | [ 66 ] |
| Bilan de la saison | P2                                     | 1 720 000                 | 11,8 %         | 22,5 %         | -                        | [ 66 ] |

Légende :
- plus hauts scores d'audiences
- plus bas scores d'audiences